# Уинфилд (Западная Виргиния)
Уинфилд (англ. Winfield) — город в штате Западная Виргиния, США. Он является административным центром округа Патнам. В 2010 году в городе проживал 2301 человек. Уинфилд является частью Хантингтон-Ашлендского метрополитенского статистического ареала.

## Географическое положение
Уинфилд находится на западе штата Западная Виргиния и является административным центром округа Патнам. Город находится на берегу реки Канова. По данным Бюро переписи населения США город Уинфилд имеет общую площадь в 6,29 квадратных километров, из которых 6,24 кв. километров занимает земля и 0,05 кв. километров — вода.

## История
Когда был основан округ Патнам 11 марта 1848 года, территория города была выбрана как место будущего окружного центра. Город был основан на берегу реки Канова в 1849 году и назван в честь генерала Уинфилда Скотта. Уинфилд быстро развивался, однако до 1920-х годов оставался наименьшим окружным центром Западной Виргинии без железной дороги и полностью зависел от речного транспорта. Возле города расположена мель Ред-Хаус, которая позволяет контролировать весь транспортный поток по реке. Во время Гражданской войны город стал важным военным объектом и 26 октября 1864 года на улицах Уинфилда произошёл бой.
Уинфилд был инкорпорирован в 1868 году. Во время бури в 1898 году было разрушено здание окружного суда. Новое здание было построено в 1900 году, и оно функционировало до 1998 года. Дорогу через город провели в 1926 году.

## Население
По данным переписи 2010 года население Уинфилда составлял 2301 человек (из них 48,2 % мужчин и 51,8 % женщин), в городе было 920 домашних хозяйства и 660 семей. Расовый состав: белые — 95,2 %, афроамериканцы — 1,2 %, коренные американцы — 0,3 %, азиаты - 0,7 % и представители двух и более рас — 1,8 %.
Из 920 домашних хозяйств 56,0 % представляли собой совместно проживающие супружеские пары (23,2 % с детьми младше 18 лет), в 10,9 % семей женщины проживали без мужей, в 4,9 % семей мужчины проживали без жён, 28,3 % не имели семьи. 4,3 % домашних хозяйств составили разнополые пары, не состоящие в браке, 0,6 % — однополые супружеские пары. В среднем домашнее хозяйство ведут 2,50 человек, а средний размер семьи — 2,96 человека.
Население города по возрастному диапазону по данным переписи 2010 года распределилось следующим образом: 26,0 % — жители младше 18 лет, 2,5 % — между 18 и 21 годами, 60,2 % — от 21 до 65 лет и 11,3 % — в возрасте 65 лет и старше. Средний возраст населения — 40,2 года. На каждые 100 женщин в Уинфилде приходилось 92,9 мужчин, при этом на 100 совершеннолетних женщин приходилось уже 89,6 мужчин сопоставимого возраста.
В 2014 году из 2016 трудоспособных жителей старше 16 лет имели работу 1067 человека. При этом мужчины имели медианный доход в 57 422 долларов США в год против 50 648 долларов среднегодового дохода у женщин. В 2014 году медианный доход на семью оценивался в 75 714 $, на домашнее хозяйство — в 57 109 $. Доход на душу населения — 33 951 $. 8,4 % от всего числа семей в Уинфилде и 13,6 % от всей численности населения находилось на момент переписи за чертой бедности, из которых 27,3 % составляли жители младше 18 и 4,4 % старше 65 лет.
Динамика численности населения:
|  |